# My Girl 2 – Meine große Liebe
My Girl 2 – Meine große Liebe (My Girl 2) ist eine US-amerikanische Filmkomödie von Howard Zieff aus dem Jahr 1994. Sie ist eine Fortsetzung der Tragikomödie My Girl – Meine erste Liebe aus dem Jahr 1991.

## Handlung
Die Handlung spielt 1974, zwei Jahre nach dem ersten Teil (My Girl – Meine erste Liebe). Vada Sultenfuss, mittlerweile 13 Jahre alt und mitten in der Pubertät, wohnt bei ihrem Vater, dem Leichenbestatter Harry Sultenfuss und ihrer Stiefmutter Shelly in Madison, Pennsylvania. Durch Shellys Schwangerschaft und ihre künftige Rolle als große Schwester möchte Vada mehr über ihre Vergangenheit und ihre leibliche Mutter erfahren, die kurz nach Vadas Geburt gestorben ist. Als sie dann auch noch einen Schulaufsatz über eine Person schreiben soll, die sie bewundert, steht ihre Entscheidung fest. Sie überredet ihren Vater, sie über die Osterferien nach L.A. zu lassen, um dort mehr über ihre Mutter herauszufinden.
In L.A. angekommen, kommt Vada bei ihrem Onkel Phil unter, der mittlerweile in einer Autowerkstatt arbeitet und dort „die Liebe seines Lebens gefunden hat“: Rose. Zusammen mit ihr und ihrem 13 Jahre alten Sohn Nick wohnt Phil über der Werkstatt.
Phil überredet Nick (mit Hilfe von Bargeld), Vada bei ihrer Recherche zu begleiten. Auch wenn Nick anfangs sauer darüber ist, seine Ferien mit Vada verbringen zu müssen, unterstützt er sie bei ihrem Vorhaben. Mit Hilfe eines alten Jahrbuches findet Vada alte Freunde ihrer Mutter, wie den Fotografen Stanley Rosenfeld oder ihre beste Freundin, Hilary Mitchell. Hilary ist es auch, die Vada auf den damaligen Freund ihrer Mutter, Jeffrey Pommeroy, bringt, den Hilary für Vadas Vater hält. Verunsichert fährt Vada zu ihm und lässt sich von ihm die Geschichte ihrer Mutter erzählen.
Die Ferien sind nun vorüber und Vada muss zurück nach Hause. Am Flughafen wird sie von ihrem Onkel Phil, seiner Freundin Rose und Nick verabschiedet. Nick hat heimlich ein Geschenk in Vadas Rucksack versteckt, das sie aber erst im Flugzeug öffnen soll. Bei der Verabschiedung kommt es zwischen den beiden zu einem Kuss.
Zu Hause angekommen fährt sie zuerst ins Krankenhaus, in dem Shelly mittlerweile Vadas kleinen Bruder zur Welt gebracht hat.

## Kritiken
James Berardinelli schrieb auf ReelViews, der Film sei genauso wie sein Vorgänger eine „leichte Komödie“ wie auch ein „gelegentlich manipulierendes“ Filmdrama. Der Film könne keine Preise gewinnen, sei jedoch das, was Fortsetzungen sein sollten – er erzähle die Geschichte weiter, ohne redundant zu sein.
Das Lexikon des internationalen Films schrieb, der Film sei „atmosphärisch dicht“, „ruhig und dezent inszeniert“ sowie „einfühlsam in der Charakterzeichnung“. Er biete „überdurchschnittliche Unterhaltung“.

## Auszeichnungen
Anna Chlumsky gewann im Jahr 1995 den Young Artist Award. Austin O’Brien und Roland Thomson wurden für den Young Artist Award nominiert.

## Hintergrund
Der Film wurde in Los Angeles und in Claremont (Kalifornien) gedreht. Er spielte in den Kinos der USA ca. 17,36 Millionen US-Dollar ein.